# Präsidentschaftswahl in Belarus 2010

Standarte des Präsidenten der Republik Belarus

Die Präsidentschaftswahl in Belarus 2010 fand am 19. Dezember 2010 in Belarus statt. Der seit 1994 regierende Staatspräsident Aljaksandr Lukaschenka kandidierte bei dieser Wahl für eine vierte Amtszeit.

## Wahltermin
Das belarussische Parlament legte im September 2010 den 19. Dezember 2010 als Wahltermin fest. Der späteste mögliche Termin für die Durchführung der Wahl wäre der 7. Februar 2011 gewesen, da gemäß der belarussischen Verfassung die Wahl nicht später als zwei Monate vor Ende der laufenden Legislaturperiode stattfinden kann.

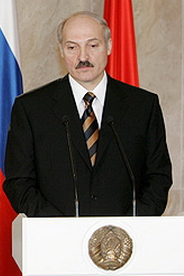
Amtsinhaber Aljaksandr Lukaschenka

## Kandidaten
Insgesamt zehn Kandidaten traten zur Präsidentschaftswahl an:
- Rygor Kastusjou (* 1957), Stellvertretender Vorsitzender der Partyja BNF
- Aljaksandr Lukaschenka (* 1954), der Amtsinhaber, befand sich zur Zeit der Wahl in seiner dritten Amtszeit
- Ales Michalewitsch (* 1975), ehemaliger Vizevorsitzender der Partyja BNF
- Uladsimir Njakljajeu (* 1946), Schriftsteller
- Jaraslau Ramantschuk (* 1966), Vizevorsitzender der liberal-konservativen Vereinigten Bürgerpartei[2]
- Wital Rymascheuski (* 1975), Stellvertretender Vorsitzender der Belarussischen Christdemokraten
- Andrej Sannikau (* 1954), konservative Bürgerbewegung Europäisches Belarus[3]
- Mikalaj Statkewitsch (* 1956), Vorsitzender der Sozialdemokratischen Partei (Hramada)
- Wiktar Zjareschtschanka (* 1950), Ökonom
- Dimitrij Uss (* 1971), Rechtsanwalt und Geschäftsmann

### Ergebnis
| Platz                                       | Kandidat                                    | Stimmen                                     | Stimmen |
| Platz                                       | Kandidat                                    | absolut                                     | %       |
| ------------------------------------------- | ------------------------------------------- | ------------------------------------------- | ------- |
| 1                                           | Aljaksandr Lukaschenka                      | 5.122.866                                   | 79,67 % |
| 2                                           | Andrej Sannikau                             | (164.000)                                   | 2,56 %  |
| 3                                           | Jaraslau Ramantschuk                        | 0126.986                                    | 1,97 %  |
| 4                                           | Rygor Kastusjou                             | 0126.645                                    | 1,97 %  |
| 5                                           | Uladsimir Njakljajeu                        | 0113.747                                    | 1,77 %  |
| 6                                           | Wital Rymascheuski                          | 070.433                                     | 1,1 %   |
| 7                                           | Wiktar Zjareschtschanka                     | 069.653                                     | 1,08 %  |
| 8                                           | Mikalaj Statkewitsch                        | (67.000)                                    | 1,04 %  |
| 9                                           | Ales Michalewitsch                          | 065.598                                     | 1,02 %  |
| 10                                          | Dimitrij Uss                                | (31.000)                                    | 0,48 %  |
| Für keinen der Kandidaten (Stimmenthaltung) | Für keinen der Kandidaten (Stimmenthaltung) | Für keinen der Kandidaten (Stimmenthaltung) | 6,47 %  |
| Wahlbeteiligung                             | Wahlbeteiligung                             | Wahlbeteiligung                             | 92,9 %  |

Das Ergebnis wurde am 20. Dezember 2010 von der Vorsitzenden der Zentralen Wahlkommission Lidsija Jarmoschyna während einer Pressekonferenz kundgetan. Eine Exit-Poll-Befragung des Unabhängigen Instituts für sozioökonomische und politische Studien (NISEPI), das in Wilna registriert ist, ergab hingegen eine Unterstützung von 51,1 % der Wähler für Lukaschenka, von 8,3 % für Njakljajeu und von 6,1 % für Sannikau.

## Die Rolle Russlands
Im Sommer 2010 kam es zu einer rapiden Verschlechterung der durch Streitigkeiten um die Lieferung von Gas und Öl geprägten Beziehungen zwischen Russland und Belarus. Die russische Regierung zeigte sich enttäuscht über die ausbleibende Anerkennung der von Georgien abtrünnigen und von Russland unterstützten Republiken Abchasien und Südossetien. Der belarussische Präsident Lukaschenka behauptete, er habe die Anerkennung niemals konkret in Aussicht gestellt, während sein russischer Amtskollege Dmitri Medwedew das Gegenteil behauptete und Lukaschenka Wortbruch vorwarf.
Im von der Regierung kontrollierten russischen Fernsehsender NTW wurde eine Dokumentarserie über Lukaschenka ausgestrahlt, in der dem belarussischen Präsidenten unter anderem Amtsmissbrauch, Kontakte zu kriminellen Strukturen und das Verschwindenlassen politischer Gegner vorgeworfen wurde. Aufgrund dieser Vorgänge wurde vermutet, Russland strebe eine Ablösung Lukaschenkas an und könnte bei der anstehenden Wahl einen der Oppositionskandidaten unterstützen. In Medienberichten wurde spekuliert, dass Andrej Sannikau von der Bewegung „Europäisches Belarus“ möglicherweise von Moskau unterstützt werden könnte.

## Erste Protestkundgebung in Minsk
Die Teilnehmer der Präsidentschaftswahl in Belarus durften gemäß neuen Vorschriften der Stadtverwaltung von Minsk vom 19. November 2010 keine Kundgebungen auf den zentralen Plätzen der Hauptstadt veranstalten. Vertreter der Zivilgesellschaft kritisieren, dass insbesondere das generelle Verbot von Demonstrationen im Umkreis mehrerer hundert Meter um U-Bahn-Stationen legale Demonstrationen im Zentrum von Minsk de facto unmöglich macht – eine Regelung, die nicht mit der belarussischen Verfassung vereinbar sei.
Trotz des offiziellen Demonstrationsverbots versammelten sich am 24. November 2010 zwischen 1000 und 5000 (je nach Quelle) Regierungsgegner in der Hauptstadt Minsk. Mikalaj Statkewitsch, Vorsitzender der Sozialdemokratischen Partei (Hramada), bezeichnete die Kundgebung als „die einzige Waffe im Kampf gegen die Diktatur“. Die Demonstranten forderten den Rücktritt von Präsident Aljaksandr Lukaschenka. Die Demonstration sollte an das umstrittene Referendum vom November 1996 erinnern, mit dem Präsident Lukaschenka das Parlament aufgelöst und die Verfassung geändert hatte, um seine Macht zu sichern.
Nach dieser ersten größeren Demonstration in Minsk drohte den zwei Präsidentschaftskandidaten, welche an der Kundgebung teilgenommen haben, der Wahlausschluss: Wital Rymascheuski, Kovorsitzender der Belarussischen Christdemokraten, und Uladsimir Njakljajeu (Bewegung „Sag die Wahrheit“) wurden von der Staatsanwaltschaft verwarnt.

## Großdemonstration am Wahlabend

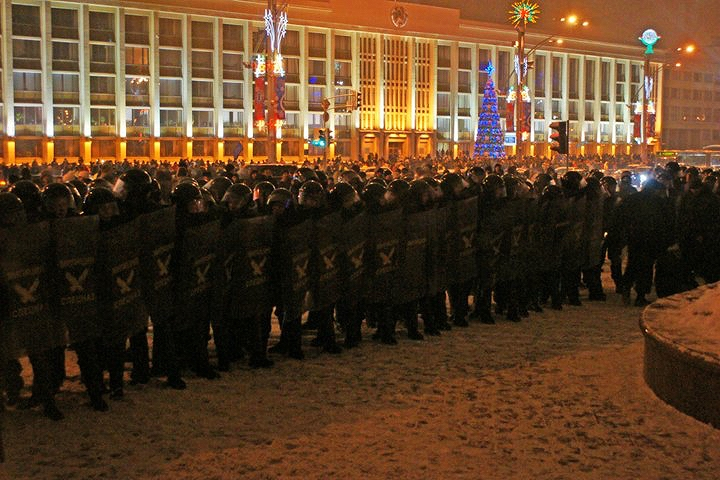
Spezialeinheiten kesseln Demonstranten ein

Mehrere Tausend Menschen – nach offiziellen Angaben handelte es sich um 3000, nach Angaben unabhängiger Medien um 15.000 bis 25.000 – versammelten sich am 19. Dezember im Zentrum von Minsk, um gegen Wahlfälschungen zu demonstrieren. Es handelte sich damit um die größte Demonstration in Belarus seit der Präsidentschaftswahl 2006. Der Präsidentschaftskandidat Uladsimir Njakljajeu wurde noch auf dem Weg zum Oktoberplatz verhaftet. Sicherheitskräfte attackierten seinen Zug mit Blendgranaten, rangen seine Anhänger nieder und verprügelten sie. Njakljajeu selbst wurde schwer verletzt und noch in der Nacht von Männern in Zivil aus dem Krankenhaus verschleppt.
Die Anführer der Kundgebung riefen dazu auf friedlich zu protestieren. Am Abend wurden jedoch die Fensterscheiben des Regierungssitzes am Unabhängigkeitsplatz demoliert. Ob es sich bei dabei um die Handlung von Demonstranten oder von "Provokateuren" gehandelt hat, bleibt unklar. Die im Gebäude zusammengezogenen Polizeikräfte gingen gegen die Menge vor, zogen sich bald aber wieder zurück. Erst als die Oppositionschefs auf den Eingang des Parlamentsgebäudes zugingen, griffen die Spezialeinheiten die Protestierenden an.
Die Demonstration wurde von Sicherheitskräften brutal niedergeschlagen, über 600 Personen wurden festgenommen. Reporter ohne Grenzen dokumentierte mehrere Fälle massiver Polizeigewalt gegen Journalisten, die über die Kundgebung berichteten. James Hill, Fotograf der „New York Times“, wurde geschlagen, während er versuchte, seine Pressekarte vorzuzeigen. Seine Ausrüstung und sein Material wurde von der Polizei beschlagnahmt sowie Filmaufnahmen und Fotos gelöscht. Die belarussische Reporterin Iryna Chalip wurde während einer Live-Schalte für den russischen Radiosender Echo Moskwy von Polizisten geschlagen und festgenommen. Sie berichtete dabei von "Schlägen ins Gesicht". Auch ihr Ehemann, der Präsidentschaftskandidat Andrei Sannikau, wurde während der Demonstration zusammengeschlagen. 45 Personen, denen Schüren von Massenunruhen vorgeworfen wird, drohten Haftstrafen von bis zu 15 Jahren (Artikel 293.1 des belarussischen Strafrechts). Von diesen befanden sich im Januar 2011 noch 31 in Haft, darunter die Präsidentschaftskandidaten Uladsimir Njakljajeu und Andrej Sannikau.

## Umgang mit den Inhaftierten
Die meisten der über 600 Inhaftierten wurden zu Haftstrafen von 10 bis 20 Tagen verurteilt. Die individuelle Schuld der Demonstranten wurde nach Aussagen von Menschenrechtlern durch das Gericht nicht überprüft, zudem sei es während der Haftzeit zu zahlreichen Verstößen gegen die Menschenwürde der Gefangenen gekommen.
Die im KGB-Gefängnis „Amerikanka“ einsitzenden prominenten Gefangenen besaßen über zwei Wochen keinen Zugang zu ihren Anwälten, es drangen fast keine Informationen über ihren Zustand an die Öffentlichkeit. Der Minsker Staatsanwalt Siarhej Barysenka bezeichnete diese Tatsache öffentlich als normal: „Wir haben keine Beschwerden von den Teilnehmern des Strafverfahrens erhalten [...] Die Normen der Verfassung und des Strafprozessrechts werden in vollem Umfang erfüllt.“ Bis zum Januar 2011 erhielten die Gefangenen auch keinen Zugang zu Ärzten, obwohl einige von ihnen bei den Demonstrationen ernsthafte Verletzungen durch die staatlichen Einsatzkräfte erlitten haben.
Der Präsidentschaftskandidat Mikalaj Statkewitsch soll seit seiner Verhaftung einen Hungerstreik begonnen haben. Im Mai 2011 wurde er wegen der „Organisation von Massenunruhen“ zu sechs Jahren Haft verurteilt. Statkewitsch wurde zunächst in einem Sägewerk der Strafkolonie Nr. 17 eingesetzt und dann im Januar 2012 wegen mutmaßlichen Regelverstoßes in das strenger geführte Gefängnis Nr. 4 verlegt. Seine Ehefrau durfte ihn pro Jahr nur für vier Stunden besuchen und einmal im Monat mit ihm telefonieren. Im Vorfeld der Präsidentschaftswahlen am 23. August 2015 wurde Statkewitsch freigelassen.
Amnesty International berichtete, dass der Präsidentschaftskandidat Andrej Sannikau im Gefängnis physisch und psychisch gefoltert wurde. Auch die medizinische Versorgung sei ihm trotz starker Schmerzen verweigert worden. Sein Anwalt berichtete demnach von diversen Verletzungsspuren, die sein Mandant aufwies: Er konnte nicht laufen, hatte ein verstauchtes oder gebrochenes Bein, Spuren von Schlägen auf dem Kopf und Blutergüsse an den Händen. Sannikau wurde zu fünf Jahren Haft verurteilt, die er in Babrujsk in Einzelhaft absitzen musste, wo er wiederholt mit dem Tode bedroht wurde. Am 14. April 2012 wurde er frühzeitig begnadigt und freigelassen.
Der Präsidentschaftskandidat Uladsimir Njakljajeu wurde noch während der Behandlung seiner erlittenen Kopfverletzung von den Behörden aus der Intensivstation entführt. Am 29. Januar 2011 wurde er aus dem Gefängnis in den Hausarrest überführt und am 20. Mai 2011 wurde er zu zwei Jahren Haft verurteilt.

## Reaktionen auf die Wahl
Die Wahlbeobachtermission der OSZE stellte am 20. Dezember 2010 fest, dass die Wahl nicht demokratischen Kriterien entsprach. Unter anderem weist der Bericht darauf hin, dass es in einem Großteil der Wahllokale den Wahlbeobachtern verboten wurde, die Stimmauszählung zu beobachten. Ein ähnliches Fazit zog die einheimische Wahlbeobachtermission "Menschenrechtler für freie Wahlen". Die Kritiker des Wahlprozesses betonten, dass das belarussische Wahlgesetz eine transparente Auszählung vorschreibt (Dekret 25 der Zentralen Wahlkommission). Beschwerden der Wahlbeobachter gegen die massiven Verstöße wurden bis auf wenige Ausnahmen nicht zugelassen.
Die Menschenrechtsorganisation Wjasna meldete mehrere Unstimmigkeiten und Verstöße im Verlauf der Wahl. In einer Wahlurne in einem Wahllokal in Minsk fehlten 480 Stimmzettel. Obwohl die örtliche Wahlkommission sagte, es seien 1.719 Stimmzettel am Wahltag ausgegeben worden, wurden bei der Auszählung nur 1.239 Stimmzettel gefunden. Insgesamt wurden 125 Beschwerden gegen Wahlverstöße an lokale Wahlkommissionen weitergereicht. Die im Vorfeld der Wahl getätigte negative Darstellung oder mangelnde Präsenz von Oppositionskandidaten in staatlichen Medien wurde von Wjasna ebenfalls kritisiert.
Die Außenminister von Deutschland (Guido Westerwelle), Schweden (Carl Bildt), Tschechien (Karel Schwarzenberg) und Polen (Radosław Sikorski) verurteilten den Wahlbetrug und die Unterdrückung der Opposition.
Nach der Kritik der OSZE am Verlauf der Wahl kündigte Anfang 2011 die belarussische Führung die Schließung der OSZE-Mission in Minsk an, mit der Begründung, diese habe ihre Aufgabe bereits erfüllt. Der Geheimdienst führte Razzien bei mehreren nicht-staatlichen Medien und Menschenrechtsorganisationen durch. Die staatliche Zeitung Belarus Sewodnja veröffentlichte im Januar Geheimdienstmaterial, in welchem Regierungen und Geheimdiensten der EU, darunter vor allem Polen und Deutschland, die Finanzierung der Wahlkampagne Njakljajeus und der Demonstration am 19. Dezember vorgeworfen wird. Ziel sei gewesen, Lukaschenka durch eine "gefügige Marionette" zu ersetzen. Das Bundesaußenministerium wies die Vorwürfe als absurd zurück. Der sozialdemokratische Oppositionskandidat Mikalaj Statkewitsch trat im Gefängnis in einen Hungerstreik. Nicht inhaftierte Oppositionsangehörige gründeten einen landesweiten Koordinationsrat, um ihr Vorgehen gegen die Repressionen abzustimmen.
Polen schaffte als „Zeichen der Solidarität“ die Visagebühren für belarussische Staatsbürger ab und verhängte ein Einreiseverbot gegen hohe belarussische Beamte. Der Deutsche Bundestag befürwortete am 20. Januar 2011 fraktionsübergreifend scharfe Sanktionen gegen die Machthaber in Belarus und forderte die sofortige Freilassung aller politischen Gefangenen. Gleichzeitig kündigten die Parlamentarier an, sich für Visa-Erleichterungen für belarussische Bürger und mehr Stipendienprogramme für Studenten einzusetzen. Die Europäische Union verhängte am 31. Januar 2011 Sanktionen gegen die Minsker Führung. Dem Staatspräsidenten Lukaschenka und 156 weiteren Staatsbeamten wurde ein Einreiseverbot erteilt sowie dessen Konten eingefroren. Sie lehnte jedoch die von Polen und Schweden geforderten Wirtschaftssanktionen gegen das Land ab, weil die anderen Mitgliedsstaaten nicht wollten, dass die Bevölkerung zu leiden habe. Die USA hingegen verhängten neben Reisebeschränkungen auch finanzielle Sanktionen, welche die Aufhebung der befristeten Genehmigung für Geschäftsabschlüsse mit dem staatlichen Erdöl- und Chemiekonglomerat Belneftekhim beinhaltete. Nachdem der Präsidentschaftskandidat Statkewitsch zusammen mit fünf weiteren politischen Gefangenen im August 2015 freigelassen wurde, wurden im Zuge der Präsidentschaftswahl 2015 die Sanktionen zur Probe außer Kraft gesetzt. Im Februar 2016 wurden die Sanktionen gegen die belarussische Regierung, von denen einige bereits seit dem Jahr 2004 gelten, beinahe vollständig aufgehoben. Lediglich vier Beamte, die mit dem Verschwinden der Regimegegner Jury Sacharanka, Wiktar Hantschar, Anatoli Krassouski und Dsmitryj Sawadski in Verbindung gebracht werden, blieben auf der Sanktionsliste.

### Russland und GUS
Die Entscheidung der belarussischen Justiz, elf bei den Protesten festgenommene russische Staatsbürger vorerst nicht freizulassen, sorgte für Kritik seitens der russischen Regierung. Das Außenministerium bestellte den belarussischen Botschafter ein, um ihm den Unmut über die fortgesetzte Inhaftierung der Russen auszudrücken. Die Wahlen selbst hat Präsident Dmitri Medwedew zunächst als "innere Angelegenheit" bezeichnet und erst sechs Tage nach dem Urnengang Lukaschenka in einer knappen Erklärung zur Wiederwahl gratuliert.
Der Sekretär der GUS Sergei Lebedew hingegen beschrieb die Wahl als frei und demokratisch. Beobachter der GUS hatten die Wahl am Wahlabend als legitim anerkannt.

## Repressionen nach der Wahl
Obwohl der Präsidentschaftskandidat Ales Michalewitsch nicht an der Großkundgebung teilgenommen hatte, wurde auch er in der Wahlnacht festgenommen und für drei Monate lang in einem Keller des KGB-Gebäudes inhaftiert. Er berichtete ebenfalls von Folter. In den Wochen nach der Wahl kam es zu einer großen Welle von Verhaftungen, Hausdurchsuchungen und Beschlagnahmungen von Computerhardware. Der Geheimdienst KGB durchsuchte die Büros der Menschenrechtsorganisation Wjasna und des Belarussischen Helsinki-Komitee wie auch die Privatwohnungen von Aleh Hulak und Ales Bjaljazki. Auch die Büros von regierungskritischen Medien wie Belsat TV und Eurapejskaje Radyjo dlja Belarussi sowie der Menschenrechtsorganisation Charta 97 wurden vom KGB gestürmt. Die Mitarbeiter von Charta 97 wurden festgenommen. Diverse oppositionelle Internetseiten wurden blockiert. Auch der Zugang zu Facebook, Twitter, YouTube, Google Talk war am Folgetag der Wahl nicht mehr möglich.